# Konzervace potravin

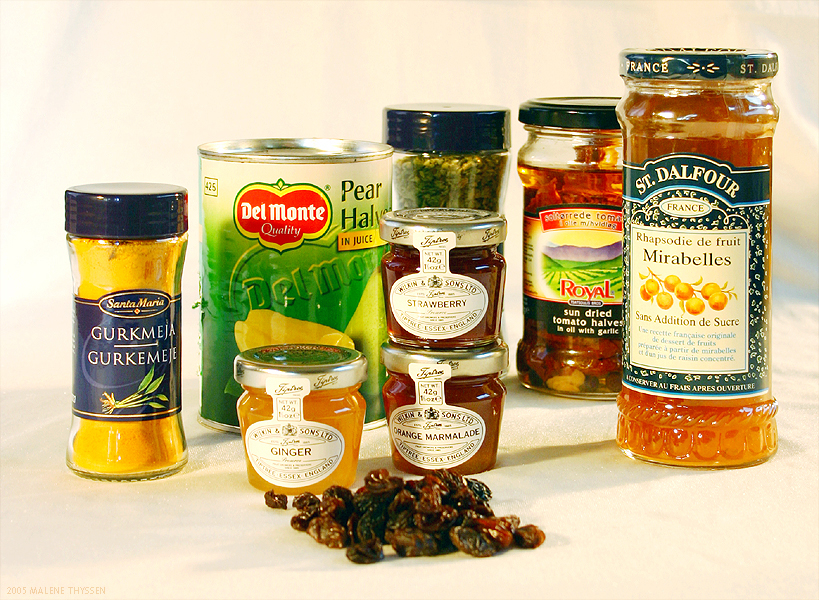
Různé druhy konzervovaných potravin v různých obalech.

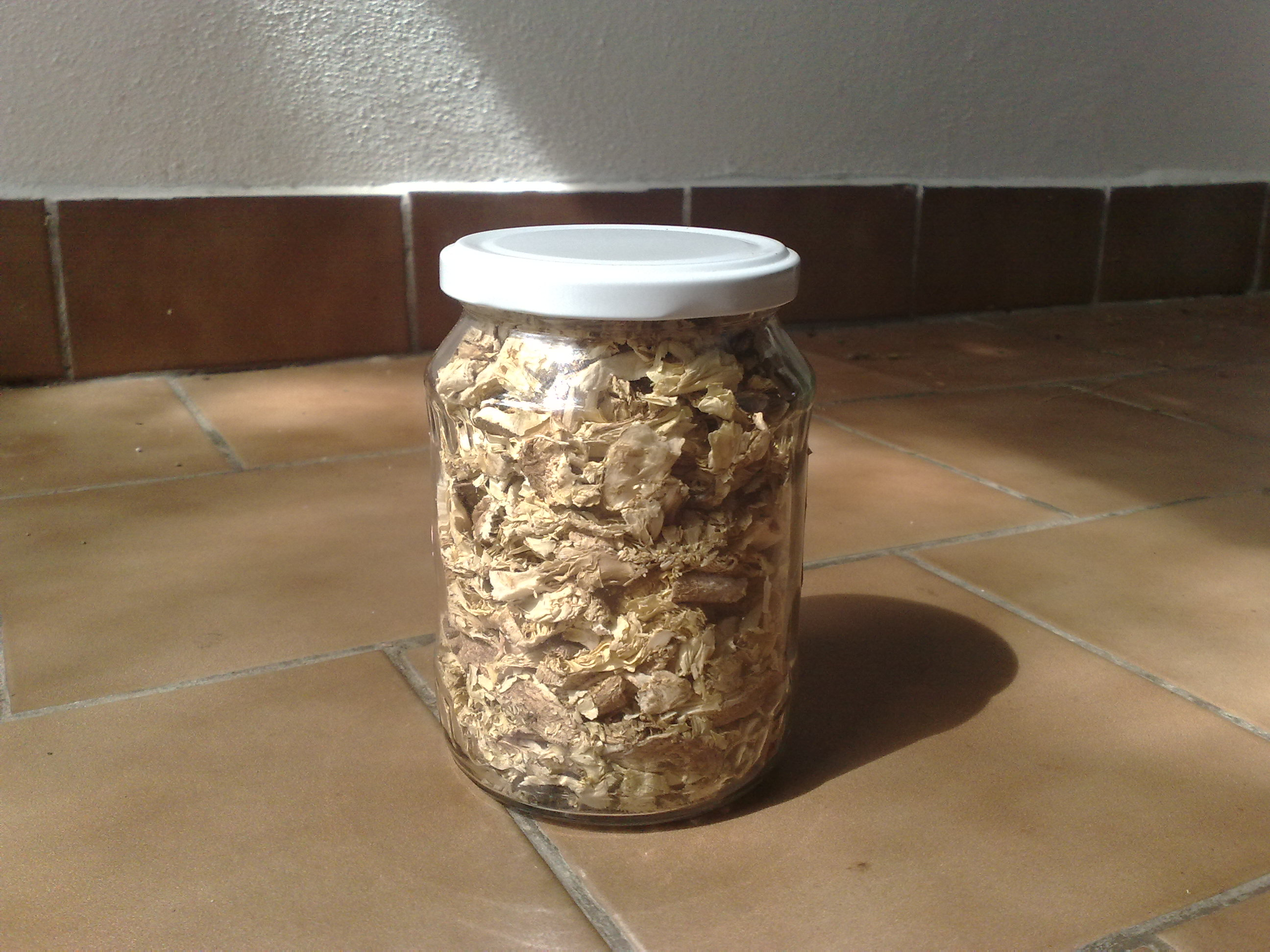
Sušené houby.

Účelem konzervace potravin je dosáhnout prodloužení jejich trvanlivosti a vyhnout se tak jejich zkažení.
Kažením potravin rozumíme nechtěné namnožení mikroorganizmů, které způsobí, že potraviny jsou nepoživatelné (nechutné či dokonce nebezpečné). Ovoce, zelenina, mléčné výrobky a maso obsahují na povrchu množství mikroorganizmů. Mikroorganizmy, které způsobí zkažení potravin, obvykle nejsou samy o sobě pro člověka patogenní, mohou však nebezpečné látky produkovat.
V přírodě existují i přirozené antimikrobiální látky, které kažení potravin zpomalují. Například lysozym ve vejcích rozkládá bakteriální buněčnou stěnu. Brusinky obsahují kyselinu benzoovou, která potlačuje růst plísní. Cibule, česnek, ředkvičky a křen obsahují látky potlačující růst bakterií, kvasinek a plísní.

## Kažení potravin
Kažení potravin probíhá rychleji, jsou-li podmínky pro růst mikroorganizmů příznivé.

### Příznivé podmínky pro růst mikroorganizmů
- Dostupnost vody
  - Nasolené nebo sušené potraviny obsahují málo vody, bakteriální buňka nemá dostatek vlhkosti pro svůj růst
- pH
  - Kyselé pH obvykle inhibuje růst mikroorganizmů
  - Některé plísně jsou schopny kazit kyselé potraviny
  - Clostridium botulinum netvoří za kyselých podmínek toxin botulin
- Dostupnost nutričních látek (např. vitamínů)
- Teplota, množství kyslíku, osmotický tlak

### Mikroorganizmy způsobující kažení potravin
- Gramnegativní bakterie
  - Pseudomonas – růst na různých sloučeninách, některé psychrofilní
  - Acetobacter – ocet
- Grampozitivní bakterie
  - Streptococcus, Lactobacillus – kyselina mléčná
  - Staphylococcus aureus – enterotoxin – otrava jídlem
  - Bacillus, Clostridium – tepelně odolné spóry
  - Clostridium botulinum – vytváří toxin botulin v potravinách připravovaných a skladovaných za anaerobních podmínek; může způsobit zdravotní potíže i smrt
- Houby
  - Rhizopus – chlebová plíseň
  - Aspergillus – karcinogenní aflatoxiny

Vylučování mikroorganismů z prostředí
	Z hlediska bariér bychom se v první řadě měli zaměřit zejména na „prevenci“, aby se mikroorganismy do dané potraviny vůbec nedostaly. K tomu slouží několik úrovní vylučování mikroorganismů z prostředí. K tomu slouží stavební řešení potravinářských podniků, technologické zařízení i organizace práce které musí být uspořádány tak, aby neumožňovaly rozvoj kontaminujících mikroorganismů a současně zamezovaly a minimalizovaly sekundární kontaminaci v průběhu výroby. Primární kontaminací může být kontaminace surovin přídatných a pomocných látek. Pro minimalizaci hygienických rizik výroby potravin se zpracovávají programy, které schvalují orgány státního veterinárního dozoru a jsou součástí programů HACCP, tedy systému analýzy rizik a kontrolních kritických bodů. Cílem preventivních opatření je omezení možné kontaminace, růstu, aktivity popř. devitalizace technologicky nežádoucích mikroorganismů. Jedná se především o nejvhodnější úpravy vnějšího prostředí - stavebních úprav stěn, podlah, stropů; konstrukcemi a úpravami výrobních strojů a zařízení, cílené modifikace technologických výrobních procesů, aplikace hygienicky schválených pomocných a přídatných látek, použití obalů aj.
	Tzv. represivní sanitační procesy jsou pro zajištění úrovně hygieny provozů rozhodující. Zajišťují očistu ploch spolehlivým odstraněním ulpělých nečistot postupem čištění a devitalizaci kontaminujících mikroorganismů následnou dezinfekcí. Asanaci znečistěných povrchů musí vycházet z okamžitých potřeb a musí vést k zabezpečení dokonalé očisty výrobních ploch jak v průběhu pracovní směny, tak i po jejím skončení. Je základem produkce jakostních a zdravotně nezávadných potravin a jako taková musí být vyžadována v průběhu celého procesu výroby. Čištění a dezinfekce jsou dva samostatné, ale od sebe neoddělitelné procesy, které spolu tvoří asanační postup. Rozlišujeme očistu fyzikální (mechanická), která je zaměřena na makroskopicky patrné hrubé nečistoty. Na takto ošetřeném povrchu ploch nejsou vizuálně ani dotykem zjistitelné reziduální nečistoty. A dále chemickou, která zajišťuje spolehlivé odstranění všech druhů nečistot a reziduí látek, používaných při zpracování a opracování surovin a finálních výrobků, rezidua asanačních preparátů aj. Dezinfekce je samostatným postupem zaměřeným na devitalizaci patogenních, podmíněně patogenních a technologicky nežádoucích mikroorganismů. Dezinfikované povrchy jsou prosté výše uvedených mikroorganismů s ojedinělým výskytem velmi nízkého počtu mikroorganismů podílejících se na řádném průběhu výrobně-technologických procesů, jejich významné pomnožení je inhibováno. Čistění a desinfekce musí být prováděny dostatečně zainteresovanými lidmi systematicky a pravidelně. Správný asanační postup musí zahrnovat několik samostatných na sebe navazujících operací:
1.	Mechanické odstranění hrubých nečistot z okolí a zařízení určeného k asanaci.
2.	Zvlhčení povrchů ploch vodou.
3.	Aplikace pracovního roztoku čisticího preparátu
4.	Oplach ploch vodou.
5.	Aplikace pracovního roztoku dezinfekčního preparátu
6.	Závěrečný oplach asanovaných ploch vodou. (Steinhauser, 2000)
	Důležitým bodem pak je čistota zaměstnanců. Proto na každém pracovišti musí být prostor například pro umývání rukou s podrobným návodem na mytí (viz obr. č. 1), pracovníci musí používat ochranné pomůcky, jako jsou síťky na hlavě nebo rukavice a ochranný oděv.
Obr. č. 1 Návod na mytí rukou (http://zdravi.e15.cz/news/check-pro?id=447347&seo_name=sestra%5B%5D)
Zároveň do vylučování organismů z prostředí lze zahrnout omývání používané zeleniny a ovoce, omývání ryb a podobně. (Ingr, 2007)
Sterilace
	Sterilace je přímá inaktivace mikroorganismů. Lze ji uskutečňovat teplem, radiací, vysokými tlaky nebo například chemicky.
Termosterilace vs. pasterace
Je to abiotická metoda, která je založená na teplotní destrukci zdraví škodlivých mikroorganismů, které se docílí působením vyšších teplot než 100 °C. Zároveň se tím zajistí zdravotní nezávadnost a delší trvanlivost potravin. Při zvyšování teploty dochází nejdříve ke snížení prospívání mikroorganismů a při dalším zvyšování pak k jejich uhynutí. Nejdříve dochází k uhynutí vegetativních forem a následně také spor. (Ingr, 2007)
V případě že inaktivujeme pouze vegetativní formy, jedná se o tzv. pasteraci, což je proces, při kterém se potravina, například mléko, zahřívá na teplotu do 100 °C. Nutný je záhřev minimálně na 72 °C po dobu 15 sekund, případně na teplotu 63 °C po dobu 30 minut, nebo jinou kombinaci časů a teplot zaručující rovnocenný účinek. Cílem je likvidace vegetativních forem mikroorganismů, redukce počtu spór a inaktivace enzymů, tz. minimalizace zdravotního nebezpečí za minimálních chemických, fyzikálních a organoleptických změn. Takové potraviny mají nižší uchovatelnost než potraviny sterilované. Pasterovanými potravinami jsou například běžné uzeniny, konzumní mléko případně polokonzervy. (Janštová, 2008)
Co se týče sterilace, sterilační teplota má být co nejvyšší a působení sterilace je přímo závislé na době jejího působení. V tomto případě se využívá hodnota D, což je doba potřebná k tomu, aby použitá teplota snížila četnost živých mikroorganismů o jeden řád. Podstatou je, že sterilace musí proběhnout v celé potravině a to i v jejím jádře. U tekutých potravin probíhá snadněji. Užívá se zejména dvou způsobů sterilace a to diskontinuální a kontinuální. Diskontinuální sterilizace se používá především při výrobě trvanlivé smetany. Sterilizátor se po uzavření naplní do poloviny vodou a je vyhříván parou na sterilizační teplotu 116–118 °C po dobu 15–20 min. Otáčivá vložka uvnitř sterilizátoru zrychluje přenos tepla a umožňuje stejnoměrné prohřátí obsahu obalů. Kontinuální sterilizace je ve spotřebitelských obalech a její princip závisí na použití tlakového uzavřeného systému, kterým procházejí naplněné obaly ze zóny o nízkém tlaku a nízké teplotě do zóny relativně vysokého tlaku a teploty (sterilizační sekce). Potom se sníží tlak a teplota a obaly se ochladí. Při horizontální sterilizaci je vlastní sterilizační prostor uzavřen vodním sloupcem. Jeho výška řídí tlak páry, kterou se provádí vlastní sterilizace. Tímto vodním uzávěrem, jehož teplota se pohybuje postupně od 10 až do 100 °C, prostupují naplněné obaly s předem ošetřenou potravinou (pasterace, homogenizace) kontinuálně do sterilizačního prostoru. V parním termosektoru je pak potravina vystavena teplotám 110–115 °C po dobu 20–30 min.
Sterilace zahříváním je velmi obvyklý, celkem pohodlný a velmi osvědčený způsob konzervace potravin. (Janštová, 2008) Užívají se způsoby suché a mokré. Suché způsoby jsou takové, kde působí „suché teplo", tj. teplonosné médium má nízký parciální tlak vodní páry. Tyto způsoby zahrnují pečení, smažení, grilování, kontaktní ohřev. Při pečení je teplo přenášené přirozenou nebo nucenou konvekcí vzduchu a působí na ohřívanou potravinu ze všech stran. Při grilování se teplo sdílí sáláním (infračerveným zářením) z různě konstruovaných infrazářičů případně i rozpáleného dřevěného uhlí. Sálání vyvolává rychlý ohřev povrchových vrstev, vytváří se hnědá krusta s typickou chutností. Smažení je tepelný proces s využitím horké tukové lázně. Roztavený tuk zajišťuje rovnoměrný záhřev celého povrchu na teploty nad 100 °C za podmínek podobných jako při pečení. Kontaktním ohřevem se rozumí ohřev masa přímým dotykem s vyhřívanou deskou. Při mokrých způsobech tepelného opracování se přenos tepla na ohřívaný materiál uskutečňuje teplonosným médiem s vysokým obsahem vody, může to být mokrý vzduch, vlhká nebo přehřátá pára, voda nebo vývar. Jedná se tedy o vaření nebo například uzení. (Steinhauser, 2000)
Obr. 2 Stacionární vertikální autokláv (www.vscht.cz/ktk/www_324/studium/KP/ppt/termosterilace.ppt)
Další způsoby sterilace
	Pokud bych měla popsat další metody sterilace, musím zde zmínit metody méně používané, jako je například sterilace odporovým ohřevem, vysokofrekvenčním ohřevem, radiosterilaci , sterilaci ultrazvukem nebo vysokými tlaky.
	Co se týče sterilace odporovým ohřevem, je co do účinku podobná běžné tepelné sterilaci jen s tím rozdílem, že se zde využívá tepla, které vznikne při průchodu elektrického proudu vodičem, jímž je sterilovaný materiál. Hodí se pro vysloveně kyselé potravinyjako jsou například ovocné šťávy. Praktické využití metody je však omezené.
	V případě sterilace vysokofrekvenčním ohřevem rozlišujeme dva typy ohřevů a to dielektrický a mikrovlnný. Co se týče prvního, ten se děje v celé hmotě materiálu, kam až dospěje nepohlcená vysokofrekvenční energie. Bohužel se rovnoměrně mohou prohřát jen homogenní potraviny. Co se týče mikrovlnného ohřevu, byl patentován v USA již v roce 1945, ale k nám se dostal až během osmdesátých let. Používán je zejména k ohřívání již hotových pokrmů. Mikrovlnné záření nepřenáší tepelnou energii, ale tepelný účinek je spojen s rotací dipolárních molekul ve střídavém elektrickém poli při vysoké frekvenci střídání polarity pole. U nás se používají převážně tzv. mikrovlnné trouby v domácnostech, ale rozšiřují se také například do provozoven rychlého občerstvení. Ve světě se pak uplatňují i kontinuálně pracující mikrovlnná zařízení v průmyslu například pro mikrovlnnou temperaci zmrazených bloků masa, k mikrovlnné pasteraci různých potravin jako je pivo, mléko, víno nebo těstoviny. Mikrovlnná zařízení pro tepelnou sterilaci jsou mnohem náročnější a tudíž méně rozšířená.
	Usmrcovat mikroorganismy je schopné také ionizující záření s vlnovou délkou delší než má viditelné světlo a ionizující korpuskulární záření. Nedochází k patrnému zvýšení teploty ozařované potraviny a působí zejména na nukleové kyseliny v bakteriální buňce. Tento typ sterilace se však uplatňuje zejména u koření, ovoce a zeleniny.
	Mikroorganismy nesnáší rychlé střídání tlaků, které vzniká v jejich kapalném prostředí ultrazvukovými generátory. Ultrazvukem rozumíme ultrakrátké zvukové vlny s frekvencí vyšší než 20 tisíc kmitů za sekundu, tj. více než 20 kHz. Dochází k porušení soudružnosti molekul kapalného prostředí mikroorganismů. Průmyslová sterilace ultrazvukem není zavedena, je ověřena pouze v laboratorních podmínkách.
	Sterilace vysokými tlaky byla hojně využívána zejména v Japonsku. Potraviny jsou většinou zabalené v konečném obalu a umístěné ve vysokotlaké nádobě, ve které je krátkodobě vyvinut tlak 100 až 1000 Mpa. Tím dochází k inaktivaci enzymů vegetativních forem bakterií, kvasinek a plísní. Spory však přežívají i tlak vyšší. Výhodou metody je zachování nutričních a senzorických vlastností, nevýhodou pak investičně velmi drahé zařízení. (Ingr, 2007)
Chemosterilace
	Chemosterilaci lze oddělit od ostatních, již zmíněných, druhů sterilace z toho důvodu, že se jedná o sterilaci chemickými látkami, nikoliv fyzikálními činiteli. Takovými látkami jsou aktivní kyslík, peroxid vodíku, ionizované stříbro, dimethyl- a diethylester kyseliny diuhličité, ethylenoxid a propylenoxid. Ani jedna z těchto látek u nás není výslovně povolena k chemosterilaci potravin, i když nezanechávají rezidua, jsou využívány zejména pro obaly a využitelné mohou být k povrchové dezinfekci některých potravin. (Ingr, 2007)
Anabiotická konzervace fyzikálně-chemickými úpravami potravin	
	Anabiotická konzervace potravin je vlastně nepřímý způsob inaktivace mikroorganismů. Nejedná se o přímé působení například fyzikálních jevů na mikroby, ale o různé změny v potravinách, které podporují snížení růstu mikrobů, nebo celkové zamezení jejich růstu. Mezi tyto změny patří snížení vlhkosti, konzervace nízkými teplotami, snížení kyslíku, konzervace chemickou úpravou nebo například přídavek konzervačních látek.
Odnímání vlhkosti
	Jako odnímání vlhkosti, nebo také volné vody z potravin jsou nazývány procesy sušení, odpařování, vymrazování a také přídavku látek s osmotickým účinkem. Tato metoda je také nazývána jako osmoanabióza. Je založena na tom, že z potraviny odejmeme tolik vody, aby její zbytek už nebyl dostatečný pro rozvoj mikroorganismů. (Ingr, 2007)
	Abychom zjistili, zda je potravina dostatečně „vysušená“ aby mohla být označena za trvanlivou, měříme a vyjadřujeme míru mobilnosti vody, což je aktivita vody (aw), kterou se vyjadřuje dostupnost nebo nedostupnost, případně využitelnost vody pro mikroorganismy. Aktivita vody je podíl tlaku vodních par potraviny ku tlaku vodních par destilované vody. Při konzervaci potravin se vlhkost upravuje tak, aby hodnoty aw byly pod hranici 0,7. Tato hodnota by měla být dostatečná pro zamezení růstu většiny v potravinách se vyskytujících mikrobů. Aktivitu vody lze kombinovat s dalšími konzervačními metodami. Pro udržení stabilní vlhkosti potraviny je důležité dodržovat zvláštní podmínky balení a skladování potravin. (Cupáková, 2008)
	Mezi metody, kterými dosáhneme odnětí vlhkosti patří zejména sušení, tj. dehydratace. Dochází k faktickému odnímání vody až se potraviny změní v suchou nebo skoro suchou hmotu, která má pevnou, polopevnou nebo práškovitou strukturu. Vysušené potraviny si však musí zachovat schopnost přijmout vodu zpět, tzv. nabobtnat. Toho se docílí například sprejovým sušením některých potravin. Další metody sušení jsou pak sušení vzduchem, ohřátým vzdušným proudem v sušárnách, vakuové sušení a další. Suší se zejména potraviny rostlinného původu, ale obvyklé již je také sušení například masa a mléka.
	Další možností je konzervace zahušťováním, kdy se tekuté hmoty koncentrují do potoby rosolovitých výrobků. Zahušťování se děje za sníženého tlaku ve vakuových odparkách.
	Konzervace přísadou cukru patří také mezi způsoby konzervace potravin, které patří do této skupiny. Vychází z předpokladu, že vysoce koncentrovaný cukerný roztok je zcela nevhodný k růstu mikroorganismů. (Ingr, 2007)
	Důležitou metodou je pak nasolování, a to zejména masa a masných výrobků. Do masných výrobků se přidává jedlá sůl (chlorid sodný) z důvodů chuťových a technologických. V masném průmyslu se však jedlá sůl používá jen omezeně (ve vařené masné výrobě), obvykle se užívá solicích směsí s přídatkem dusitanů. Způsoby, jak dostat sůl či další přísady do masných výrobků, se liší. Je nutné rozlišovat přídavek soli či solicích směsí do mělněného masa a do výrobků tvořených celými kusy masa (celosvalovými masnými výrobky). Zatímco v prvním případě se vmíchává sůl do mělněného masa v průběhu mělnění a míchání, u celosvalových výrobků jde o poměrně obtížnou difusi soli. Užívá se solení nasucho, nakládání do láků, nastřikování nebo masírování. (Steinhauser, 2000)
Konzervace nízkými teplotami
	Tento způsob konzervace potravin lze rozdělit na chlazení a na zmrazování potravin. Během chlazení je důležité dosáhnout teploty požadované k expedici, a to co možná nejdříve. Zejména je nutné rychle překonat rozmezí teplot 10 40 °C, kdy se mohou množit případně přežívající mikroorganismy. Zchlazování se provádí například ve zchlazovacích komorách sprchováním studenou pitnou vodou. Praxe však vyžaduje, aby výrobky po zchlazení byly suché, proto se nedochlazují sprchováním, ale v závěrečné fázi studeným vzduchem – většinou v chladírně. (Steinhauser, 2000)
	Všeobecně se působením nízkých teplot snižuje rychlost biochemických reakcí. Rozlišuje se pak zchlazení nad a pod bod mrazu. V prvním případě se inaktivují pouze termofilní a mezofilní mikroorganismy, jako je například Clostridium botulinum. Při teplotách pod bod mrazu, ideálně pod -5 °C lze mluvit o zastavení aktivvity většiny mikroorganismů.
	Při zmrazování potravin se vystavujeme možnému poškození samotné potraviny, přesto je hojně užíváno zejménapro svůj konzervační účinek. Celé zmrazování se skládá ze dvou fází a to z vlastního zmrazování a z mrazírenského skladování. Zmrazuje se například vzduchem v tunelových nebo skříňových zmrazovačích. Důležité je dodržet sérii mrazicích teplot. (Ingr, 2007)
Odnímání kyslíku a úprava skladovací atmosféry
	Odnímání kyslíku a úprava skladovací atmosféry se uplatňuje u všech druhů potravin. Jelikož je tato práce zaměřená na potraviny živočišného původu, zaměřím se zejména na tyto. Úprava skladovací atmosféry se silně uplatňuje při balení masa. V tomto případě rozlišujeme balení vakuové a balení v modifikované atmosféře.
	První systém snižuje obsah kyslíku, čímž omezuje rozvoj psychrotrofní aerobní mikroflóry. Snížená tenze kyslíku na povrchu především vakuově baleného syrového masa, je však dostatečná pro růst heterofermentativních laktacidogenních mikroorganismů. Jejich činností tak dochází odbourání zbytkového kyslíku a produkci malého množství oxidu uhličitého. Ten se rozpouští ve vodě za vzniku kyseliny uhličité a snižuje tak pH povrchu, čímž působí antimikrobiálně.
	Pro balení v modifikované atmosféře pak platí, že se používají plyny, které jsou přirozenou součástí vzduchu, tedy oxid uhličitý, kyslík a dusík. Oxid uhličitý je hlavním inhibitorem růstu aerobní mikroflóry masa. Používá se v koncentracích 20 - 100 %, účinnější je ve vyšších koncentracích. Kyslík podporuje růst řady hnilobných bakterií, ale při vysokých koncentracích zásadním způsobem ovlivňuje barvu masa. Při 60-80% koncentracích kyslíku též dochází k inhibici mikroorganismů, ale barva masa je jasně červená. Dusík je inertní plyn s nízkou rozpustností v mase, používá se jako plnicí plyn, v kombinacích s kyslíkem a oxidem uhličitým. Potravinová legislativa EU dovoluje k balení potravin používat jiné plyny, např. argon, helium či oxid dusný. Nejčastěji používané směsi plynů pro balení červeného masa jsou s vysokým obsahem minimálně 60-70 % kyslíku (barva) a 30 - 40 % oxidu uhličitého (údržnost). (Steinhauser, 2000)
Konzervace chemickou úpravou
	Tento typ konzervace spočívá v přídavku chemických látek jako přísad do potravin. Tyto látky většinou pouze potlačují činnost mikroorganismů, nezabraňují jejich růstu. Uplatňuje se zde například oxid siřičitý a siřičitany, které působí jako enzymové jedy mikrobů. Dále pak kyselina mravenčí, která reaguje s plazmatickými membránami mikrobů, kyselina benzoová, sorbová nebo propionová. Dále pak tuto funkci mají dusičnany a dusitany, které se přidávají do solících směsí pro masnou výrobu. Působí tak, že oxidují sulfhydroxylové skupiny mikrobiálních enzymů.
	Dále lze užít umělou alkoholizaci, kdy se užívá čistý ethanol, který je pro mikroby smrtící. Nejúčinněji působí v koncentraci 76%, ale pro salmonelly je například inhibující i 3%. Tohoto způsobu se však využívá omezeně.
	Využívají se rovněž různá antibiotika, bakteriociny a fytoncidy. Antibiotika jsou produkty mikroorganismů působící antimikrobiálně. Bakteriociny např. pediocin, nisin, sakacin, plantaridin jsou produkované některými kulturními mikroorganismy jako metabolity startovacích či ochranných kultur fermentovaných masných výrobků. Do fytoncidů byly vkládány veliké naděje zejména kvůli jejich dlouhodobé zdravotní neškodnosti. (Ingr, 2007)
Mezi aditiva zvyšující údržnost masných výrobků je možné zařadit i aditiva pro úpravu pH rychlejším okyselením a to glukono-delta-lakton (GdL) používaný pro zrání fermentovaných masných výrobků. Mléčnan sodný nebo draselný je sůl slabé kyseliny a silné zásady a působí bakteriostaticky, kdy ve vodném prostředí je disociován na sodný a mléčnanový (laktátový) ion. V nedisociované formě (tedy bez elektrického náboje) může kyselina mléčná prostoupit buněčnou membránou do mikrobiální buňky, kde dojde k disociaci této kyseliny. Tím se vytváří i vodíkový kation (H+) a klesá hodnota pH, která buňku poškozuje. Mikrobní buňka se snaží snížení pH vyrovnat, čímž spotřebovává energii a tato energie pak nemůže být využita k množení. (Steinhauser, 2000)
Konzervace biologickými zásahy (cenoanabióza)
	Při tomto druhu konzervace dochází ke samostatnému vzniku některého z konzervačních činidel. Lze sem zařadit zejména ethanolové kvašení, při kterém vzniká jednak ethanol a jednat oxid uhličitý, které, jak jsem již popsala, působí antimikrobiálně. Další možností je mléčné kvašení, kdy bakterie mléčného kvašení vytváří další antimikrobiální látku a to kyselinu mléčnou. V neposlední řadě je nutné zmínit také mikrobiální proteolýzu, která se u nás však objevuje pouze při zrání sýrů. (Ingr, 2007)

## Nemoci získané z potravy
Působením mikroorganizmů v potravinách lze díky jejich toxickým produktům onemocnět:
- Alergické reakce
- Infekce – potravina obsahuje mikroorganizmy, které kolonizují člověka
  - tyfus[nepřesný odkaz], tuberkulóza, streptokokální nákazy, leptospiróza, tularémie, obrna, hepatitida
- Intoxikace – mikroorganizmus rostoucí v potravě vytváří toxin nebo přeměňuje potravu na toxický produkt
  - Clostridium botulinum – toxin botulin
  - Claviceps purpura – otrava námelem (v menším množství účinky podobné LSD)
  - Aspergillus – aflatoxiny (arašídy, olivy, kokosové ořechy, semeno slunečnice)